# Sherali Jo‘rayev
Sherali Jo‘rayev [Šerali Džurajev] (* 13. prosince 1986) je uzbecký zápasník-kurašista a judista.

## Sportovní kariéra
Judu se začal věnovat s příchodem do Taškentu jako student vysoké školy. Dříve se věnoval příbuzným úplovým sportům. Je několikanásobným mistrem světa v kuraši. V uzbecké judistické reprezentaci se pohybuje od roku 2011 ve střední váze do 90 kg. V roce 2016 se kvalifikoval na olympijské hry v Riu. V úvodním kole porazil na dvě šida Alžířana Abd ar-Rahmána bin Amádího a v dalším kole se ujal vedení na juko po de-aši-harai v zápase se Švédem Marcusem Nymanem. Doplatil však na svojí slabinu boj na zemi, ve kterém ho Švéd přepral a nasadil škrcení.

### Vítězství
- 2013 – 1x světový pohár (Taškent)

## Výsledky
| Turnaj            | 2014         | 2015         | 2016         | 2017 |
| Turnaj            | 28           | 29           | 30           | 31   |
| Turnaj            | střední váha | střední váha | střední váha |      |
| ----------------- | ------------ | ------------ | ------------ | ---- |
| Olympijské hry    |              |              | úč.          |      |
| Mistrovství světa | 5.           | úč.          |              | úč.  |
| Asijské hry       | —            |              |              |      |
| Mistrovství Asie  |              | 3.           | 5.           | 3.   |